# Квадрат (фільм, 2017)
«Квадрат» (англ. The Square) — сатирична драма шведського режисера і сценариста Рубена Естлунда, яка вийшла 2017 року із Класом Бангом, Елізабет Мосс, Домініком Вестом та Террі Нотарі у головних ролях. В центрі стрічки — музейний куратор (Бенг), який вирішує особисті проблеми, включно з крадіжкою його мобільного телефону та романом із журналісткою (Мосс), на фоні створення суперечливого рекламного відео художньої інсталяції, яке публікується без його відома, та викликає кар'єрні загрози й спричиняє дискусію про свободу вираження поглядів та політичну коректність.
Шведське виробництво за копродукційний підтримки з Францією, Німеччиною та Данією. Знімання фільму відбулося у Гетеборзі, Стокгольмі та Берліні. Сюжет частково отримав натхнення інсталяцією, створеною Остлундом і продюсером Калле Боманом. Крім того, натхненником Остлунда став відомий інцидент із Олегом Куликом.
Фільм був представлений на 70-у Каннському міжнародному кінофестивалі 2017 року, де отримав позитивні відгуки та отримав Золоту пальмову гілку. Згодом він був відібраний для участі в Міжнародному кінофестивалі в Торонто 2017 року, отримав шість нагород Європейської кіноакадемії, включно із найкращим фільмом; дві премії Guldbagge Awards, включно із найкращим режисером, та інші відзнаки. Був номінований на премію «Оскар» за найкращий фільм іноземною мовою на 90-й церемонії (2018).

## Сюжет
Крістіан працює куратором музею сучасного мистецтва — X-Royal в Стокгольмі, колишнього Королівського палацу. Він розлучений і виховує двох доньок. Одного разу у Крістіана крадуть телефон і гаманець. Вистеживши апарат через додаток, він разом з колегою Майклом вирушає на своїй модній «Теслі» вершити справедливість у бідний район Стокгольма. Він розпихає по поштових скриньках надруковане попередження «Я знаю, що ти вкрав мій телефон і гаманець» та називає місце, куди необхідно повернути речі — сусідній магазин мережі «7-Eleven». За кілька днів пакунок із телефоном та недоторканим гаманцем направду з'являється в магазині для Крістіана.
В ейфорії після повернення втраченого, Крістіан вирушає на вечірку, де зустрічає Енн, журналістки, яка напередодні брала в нього інтерв'ю, намагаючись зрозуміти мову сучасного музейного мистецтва. За розмовою, вони опиняються в її квартирі, де з представників тваринного світу мешкає мавпа. Після сексу виникає конфлікт навколо утилізації використаного презерватива. За кілька днів Енн приходить до музею із намірами з'ясувати ситуацію, як щось більше за випадковий секс. Крістіан ухиляється від відповіді, а згодом ігнорує телефонні дзвінки від Енн.
За першим пакетом для Крістіана, наступного дня в «7-Eleven» з'являється другий. На його отримання вирушає Майкла, який в магазині стикається із малим арабським хлопчиком. Той в агресивній формі заявив про проблеми, які має від батьків, що вважають його злодієм, і вимагає вибачень від Крістіана. Згодом хлопець з'являється й у будинку Крістіана, де відбувається суперечка на сходах. Крістіан намагається позбутися хлопця, проте той починає голосити, та стукати в двері сусідам, привертати увагу. На допомогу хлопцеві так ніхто й не приходить, навіть після того, як він падає зі сходів. Ситуація зрештою починає турбувати Крістіана — під зливою намагається відшукати у смітнику нотатку із номером телефону хлопця. Записку вдається знайти, проте дзвінки залишаються без відповіді, натомість Крістіан записує відеозвернення з вибаченням.
На фоні всього цього Крістіан має керувати промоцією нової виставки, основним об'єктом якої є мистецький твір під назвою «Квадрат» Лоли Аріас, сенс якої художниця декларує як «Площа — це святилище довіри та турботи. У ньому всі ми поділяємо рівні права та обов'язки».
Рекламна агенція, яка береться за просування, будує свою концепцію на агресивнішій мові для привернення уваги соціальних медіа. У підсумку з'являється рекламний ролик, у якому бідна білява дівчина входить на площу квадрата, в якому гине у результаті вибуху. Відео з'являється на сайті музею та каналі YouTube, стає вірусним (швидко досягаючи 300 000 переглядів), при цьому отримує негативну реакцію з боку ЗМІ, релігійних лідерів та широкої громадськості. Наступний скандал викликає перформанс за участі Олега Рогозіна (Террі Нотаріус). Під час прес-конференції, Крістіан бере провину на себе за порушення протоколу та заявляє, про свою відставку з посади куратора.
Через кілька днів Крістіан, почуваючись винним у тому, що скривдив хлопчика, їде у житловий будинок, намагається знайти його. З розмови із сусідом з'ясовує, що сім'я хлопця тут більше не живе.

## У ролях
- Клас Банг — Крістіан
- Елізабет Мосс — Анне
- Домінік Вест — Джуліан
- Террі Нотарі[en] — Олег
- Лінда Анборг — Лінда
- Крістофер Лессо[en] — Майкл

## Знімальна група
- Автор сценарію — Рубен Естлунд
- Режисер-постановник — Рубен Естлунд
- Продюсер — Ерік Геммендорф
- Співпродюсери — Катя Адомейт, Філіпп Бобер, Олів'є Пере
- Виконавчі продюсери — Ден Фрідкін, Брідлі Томас
- Оператор — Фредерік Вензел
- Монтаж — Якоб Секер Шульзінгер
- Художник-постановник — Йозефін Асберг
- Художник з костюмів — Софія Крунегард

## Знімання
Основний мистецький об'єкт фільму — «Квадрат», заявлений авторством Лоли Аріас. Реальна аргентинська художниця Лола Аріас не брала участі у створенні головної роботи для фільму і публічно засудила режисера Рубена Остлунда за використання її імені без її згоди. Остлунд своєю чергою відкинув звинувачення, заявив, що має згоду мисткині. У якості доказу навів інтерв'ю, яке він провів із Лолою, про створення «Квадрату».

## Нагороди та номінації
| Список нагород та номінацій                 | Список нагород та номінацій | Список нагород та номінацій                   | Список нагород та номінацій         | Список нагород та номінацій | Список нагород та номінацій |
| Кінопремія                                  | Дата церемонії              | Категорія                                     | Номінант(и)                         | Результат                   | Дж                          |
| ------------------------------------------- | --------------------------- | --------------------------------------------- | ----------------------------------- | --------------------------- | --------------------------- |
| Премія «Оскар»                              | 4 березня 2018              | Найкращий фільм іноземною мовою               | Рубен Естлунд                       | Номінація                   | [ 11 ] [ 12 ]               |
| Кінопремія «Боділ»                          | Березень 2018               | Найкращий не-американський фільм              | Рубен Естлунд                       | Перемога                    | [ 13 ]                      |
| Спілка кінокритиків Бостона                 | 10 грудня 2017              | Найкращий фільм іноземною мовою               | Рубен Естлунд                       | Перемога                    | [ 14 ]                      |
| Премія британського незалежного кіно        | 10 грудня 2017              | Найкращий іноземний незалежний фільм          | Рубен Естлунд                       | Номінація                   | [ 15 ]                      |
| Каннський міжнародний кінофестиваль         | 28 травня 2017              | Золота пальмова гілка                         | Рубен Естлунд                       | Перемога                    | [ 4 ]                       |
| Каннський міжнародний кінофестиваль         | 28 травня 2017              | Приз «Вулкан» за найкращі декорації до фільму | Джозефін Асберг                     | Перемога                    | [ 16 ] [ 17 ]               |
| Chicago Film Critics Association            | 12 грудня 2017              | Best Foreign Language Film                    | Рубен Естлунд                       | Перемога                    | [ 18 ]                      |
| Премія «Сезар»                              | 2 березня 2018              | Найкращий фільм іноземною мовою               | Рубен Естлунд                       | Номінація                   | [ 19 ] [ 20 ]               |
| Critics' Choice Movie Awards                | 11 січня 2018               | Best Foreign Language Film                    | Рубен Естлунд                       | Номінація                   | [ 21 ]                      |
| Dallas-Fort Worth Film Critics Association  | 13 грудня 2017              | Best Foreign Language Film                    | Рубен Естлунд                       | Перемога                    | [ 22 ]                      |
| Європейський кіноприз                       | 9 грудня 2017               | Найкращий фільм                               | Рубен Естлунд                       | Перемога                    | [ 23 ] [ 6 ]                |
| Європейський кіноприз                       | 9 грудня 2017               | Найкращий комедійний фільм                    | Рубен Естлунд                       | Перемога                    | [ 23 ] [ 6 ]                |
| Європейський кіноприз                       | 9 грудня 2017               | Найкращий режисер                             | Рубен Естлунд                       | Перемога                    | [ 23 ] [ 6 ]                |
| Європейський кіноприз                       | 9 грудня 2017               | Найкращий сценарій                            | Рубен Естлунд                       | Перемога                    | [ 23 ] [ 6 ]                |
| Європейський кіноприз                       | 9 грудня 2017               | Найкращий актор                               | Клас Банг                           | Перемога                    | [ 23 ] [ 6 ]                |
| Європейський кіноприз                       | 9 грудня 2017               | Найкращий художник-постановник                | Йозефін Асберг                      | Перемога                    | [ 24 ]                      |
| Fantastic Fest                              | Вересень 2017               | Best Comedy Feature                           | Рубен Естлунд                       | Перемога                    | [ 25 ]                      |
| Премія «Золотий глобус»                     | 7 січня 2018                | Найкращий фільм іноземною мовою               | Рубен Естлунд                       | Номінація                   | [ 26 ] [ 27 ] [ 28 ]        |
| Goya Awards                                 | 3 лютого 2018               | Best European Film                            | Рубен Естлунд                       | Перемога                    | [ 29 ]                      |
| Grande Prêmio do Cinema Brasileiro          | 14 серпня 2019              | Best Foreign Feature Film                     | Рубен Естлунд                       | Номінація                   | [ 30 ]                      |
| Guldbagge Awards                            | 22 січня 2018               | Best Film                                     | Erik Hemmendorff and Philippe Bober | Номінація                   | [ 31 ] [ 32 ]               |
| Guldbagge Awards                            | 22 січня 2018               | Best Director                                 | Рубен Естлунд                       | Перемога                    | [ 31 ] [ 32 ]               |
| Guldbagge Awards                            | 22 січня 2018               | Best Actor in a Leading Role                  | Claes Bang                          | Номінація                   | [ 31 ] [ 32 ]               |
| Guldbagge Awards                            | 22 січня 2018               | Best Screenplay                               | Рубен Естлунд                       | Номінація                   | [ 31 ] [ 32 ]               |
| Guldbagge Awards                            | 22 січня 2018               | Best Cinematography                           | Fredrik Wenzel                      | Перемога                    | [ 31 ] [ 32 ]               |
| Guldbagge Awards                            | 22 січня 2018               | Best Art Direction                            | Josefin Åsberg                      | Номінація                   | [ 31 ] [ 32 ]               |
| National Board of Review                    | 28 листопада 2017           | Top Five Foreign Language Films               | Рубен Естлунд                       | Перемога                    | [ 33 ]                      |
| Online Film Critics Society                 | 28 грудня 2017              | Best Foreign Language Film                    | Рубен Естлунд                       | Номінація                   | [ 34 ]                      |
| San Diego Film Critics Society              | 11 грудня 2017              | Best Foreign Language Film                    | Рубен Естлунд                       | Номінація                   | [ 35 ]                      |
| Satellite Awards                            | 11 лютого 2018              | Best Foreign Language Film                    | Рубен Естлунд                       | Номінація                   | [ 36 ]                      |
| Saturn Awards                               | 27 червня 2018              | Best International Film                       | Рубен Естлунд                       | Номінація                   | [ 37 ]                      |
| Toronto Film Critics Association            | 10 грудня 2017              | Best Foreign Language Film                    | Рубен Естлунд                       | Перемога                    | [ 38 ]                      |
| Vancouver Film Critics Circle               | 18 грудня 2017              | Best Foreign Language Film                    | Рубен Естлунд                       | Номінація                   | [ 39 ]                      |
| Washington DC Area Film Critics Association | 8 грудня 2017               | Best Foreign Language Film                    | Рубен Естлунд                       | Номінація                   | [ 40 ]                      |
| Women's Image Network Awards                | Лютий 2018                  | Best Foreign Language Film                    | Рубен Естлунд                       | Номінація                   | [ 41 ]                      |
| Премія «Давид ді Донателло»                 | 21 березня 2018             | Найкращий європейський фільм                  | Квадрат                             | Перемога                    | [ 42 ]                      |